# 千葉俊哉
千葉 俊哉（ちば としや、1月28日 - ）は、日本の男性声優。埼玉県出身。青二プロダクション所属。

## 略歴
映像テクノアカデミア卒業。

## 人物
趣味はバスケットボール、ダーツ。

## 出演

### テレビアニメ
2014年
- ディスク・ウォーズ:アベンジャーズ（シールド隊員、ヒドラ兵、レポーターC）

2015年
- 金田一少年の事件簿R（刑事）
- それが声優!（調整助手）
- 電波教師（男子生徒C）
- ドラゴンボール超（2015年 - 2017年、兵士、複製ソテー人、市民、男性、おそろしの森 他）
- ONE PIECE（2015年 - 、キツネ三銃士〈コンスロット〉、シャーロット・ニューゴ、ジョバンニ、タロウ、地蔵、ウブロ、ハクガン、土茶 他）

2016年
- カードファイト!! ヴァンガードG NEXT（実況MC、実況アナ）
- 牙狼 -紅蓮ノ月-（貴族2）
- 斉木楠雄のΨ難（男子生徒B）
- 美少女戦士セーラームーンCrystal（記者、ダイモーン）
- ONE PIECE 〜ハートオブゴールド〜

2017年
- MARGINAL＃4 KISSから創造るBig Bang（男子B）
- 正解するカド（男）
- ID-0（オペレーター(4)）
- 名探偵コナン（2017年 - 2023年、警官、自衛隊員、無線の声）
- 魔法陣グルグル（プラトー教徒C、神官）
- ONE PIECE エピソードオブ東の海 〜ルフィと4人の仲間の大冒険!!〜
- ブレンド・S（客）
- UQ HOLDER! 〜魔法先生ネギま!2〜（黒服）
- ドリフェス!R（とつバクスタッフ、四天王）
- ボールルームへようこそ（本多崇、男選手、男性客C）
- キラキラ☆プリキュアアラモード（店主）

2018年
- クラシカロイド（店員）
- ガンダムビルドダイバーズ（ダイバー）
- ゲゲゲの鬼太郎（第6作）（国重、被害者）
- フューチャーカード 神バディファイト（管星竜 ボーデュア）
- ちびまる子ちゃん（主人）
- ONE PIECE エピソードオブ空島

2020年
- アサティール 未来の昔ばなし（2020年 - 2025年、村の男、村人、犯人、市民、客人 他） - 2シリーズ
- 魔法科高校の劣等生 来訪者編（北山潮）

2021年
- テスラノート（警察官2、上層部2、オペレーター）

2022年
- デジモンゴーストゲーム（2022年 - 2023年、男性、研究員）

2023年
- 逃走中 グレートミッション（医者）
- 無職転生 II 〜異世界行ったら本気だす〜（店主）

2024年
- ドラゴンボールDAIMA（憲兵、ボーイ）

### 劇場アニメ
- ずっと前から好きでした。〜告白実行委員会〜（2016年）
- 風のように（2016年、政吉[4]）
- げんばのじょう-玄蕃之丞-（2017年、村の男）
- ONE PIECE FILM RED（2022年）

### OVA
- Angel Beats!「Hell's Kitchen」（2015年、NPC）

### Webアニメ
- モンスターストライク（2016年、消防士）
- 拡張少女系トライナリー（2017年、役員）
- 聖闘士星矢: Knights of the Zodiac（2019年、暗黒聖闘士）
- 悪魔くん（2023年、街金社員）

### ゲーム
- 重装機兵レイノス（2015年、ヤン・コック・ブロンコス少佐〈バーシス艦長〉[5]）
- 北斗が如く（2018年）
- スーパーロボット大戦シリーズ（2018年 - 2021年、一般兵） - 3作品[一覧 2]
- ゴッドイーター3（2018年、グレイプニル兵2、グレイプニル兵6、鎮圧部隊1）
- ドラゴンボールZ カカロット（2020年）
- テイルズ オブ ルミナリア（2021年）
- ゼノブレイド3（2022年）
- ONE PIECE ODYSSEY（2023年）

### オーディオブック
- また、同じ夢を見ていた（2017年、警備員[6]）

### 吹き替え

#### ドラマ
- NCIS: ニューオーリンズ
- GOTHAM/ゴッサム
- BONES

#### テレビ番組
- プロジェクト・ランウェイ シーズン13

### テレビドラマ
- アオイホノオ

### ナレーション
- 江東ワイドスクエア
- 旅するためのドイツ語

### ボイスオーバー
- NHKニュースおはよう日本
- 月曜から夜ふかし
- 世界くらべてみたら
- 世界まる見え!テレビ特捜部
- 日本語探Qバラエティ クイズ!それマジ!?ニッポン

### シリーズ一覧
1. ↑  第1作（2020年）、第2作『アサティール2 未来の昔ばなし』（2024年 - 2025年）
2. ↑  『X』（2018年）、『T』（2019年）、『30』（2021年）